# Мирный (Гордеевский район)
Ми́рный — посёлок (в 1974—2011 гг. — посёлок городского типа) в Гордеевском районе Брянской области России. Административный центр Мирнинского сельского поселения.

## География
Расположен 19 км от административного центра района села Гордеевка, в 52 км от железнодорожной станции Клинцы.

## История
Строительство посёлка началось в 1956 году для работников Кожановского торфопредприятия, являющегося для посёлка градообразующим. В 1964 году Указом Президиума ВС РСФСР посёлок Кожанстрой переименован в Мирный. В 1986 году из 2,1 тыс. жителей, 300 работали на торфопредприятии. Бо́льшая часть населения проживала в домах городского типа с центральным отоплением, водоснабжением и канализацией. В посёлке работали детский сад, универмаг, дом быта и дом культуры.
В 1974 году получил статус посёлка городского типа и являлся единственный населённым пунктом городского типа в Гордеевском районе.
В 1986 году посёлок пострадал от радиоактивного загрязнения после аварии на Чернобыльской АЭС, из-за прошедших в районе посёлка 28-29 апреля 1986 года сильных дождей. Средняя плотность загрязнения по цезию-137 составила тогда примерно 35 Ки/км². Средняя доза облучения жителей за первые два года после аварии составила 35,5 мЗв.
В 2011 году отнесён к категории посёлков сельского типа.

## Демография
| 1989 | 2002  | 2009  | 2010  | 2013  |
| ---- | ----- | ----- | ----- | ----- |
| 2119 | ↘1555 | ↘1450 | ↗1452 | ↘1374 |

Численность населения посёлка:
|               | 1979 | 1986 | 1990 | 1992 | 1995 | 1999 | 2002 | 2005 | 2006 | 2007 | 2008 | 2009 | 2010 | 2011 | 2012 |
| ------------- | ---- | ---- | ---- | ---- | ---- | ---- | ---- | ---- | ---- | ---- | ---- | ---- | ---- | ---- | ---- |
| Число жителей | 2299 | 2100 | 2092 | 1841 | 1697 | 1600 | 1555 | 1448 | 1527 | 1490 | 1469 | 1450 | 1436 | 1446 | 1409 |

## Экономика
До 2000 года существовало «Кожановское торфопредприятие», выпускавщее торфобрикеты для топливных нужд населения, предприятий и организаций юго-западных районов Брянской области. Бо́льшая часть торфа добывалась здесь же, на месторождении «Кожановское».